# Чарножилы (гмина)
Чарножилы (пол. Czarnożyły) — сельская гмина (волость) в Польше, входит как административная единица в Велюньский повет, Лодзинское воеводство. Население — 4590 человек (на 2004 год).

## Сельские округа
1. Чарножилы
2. Эмануелина
3. Громадзице
4. Конты
5. Лагевники
6. Опоёвице
7. Плятонь
8. Рачин
9. Став
10. Ставек
11. Выджин
12. Дзялы

## Соседние гмины
1. Гмина Бяла
2. Гмина Лютутув
3. Гмина Острувек
4. Гмина Велюнь